# Patata modificada genéticamente
Una patata modificada genéticamente es una patata cuyos genes han sido modificados mediante ingeniería genética. Los objetivos de la modificación incluyen la introducción de resistencia a las plagas, el ajuste de las cantidades de ciertas sustancias químicas producidas por la planta y la prevención del pardeamiento o magullado de los tubérculos. Las variedades modificadas para producir grandes cantidades de almidón sólo pueden autorizarse para uso industrial, no alimentario.

## Variedades comercializadas actualmente

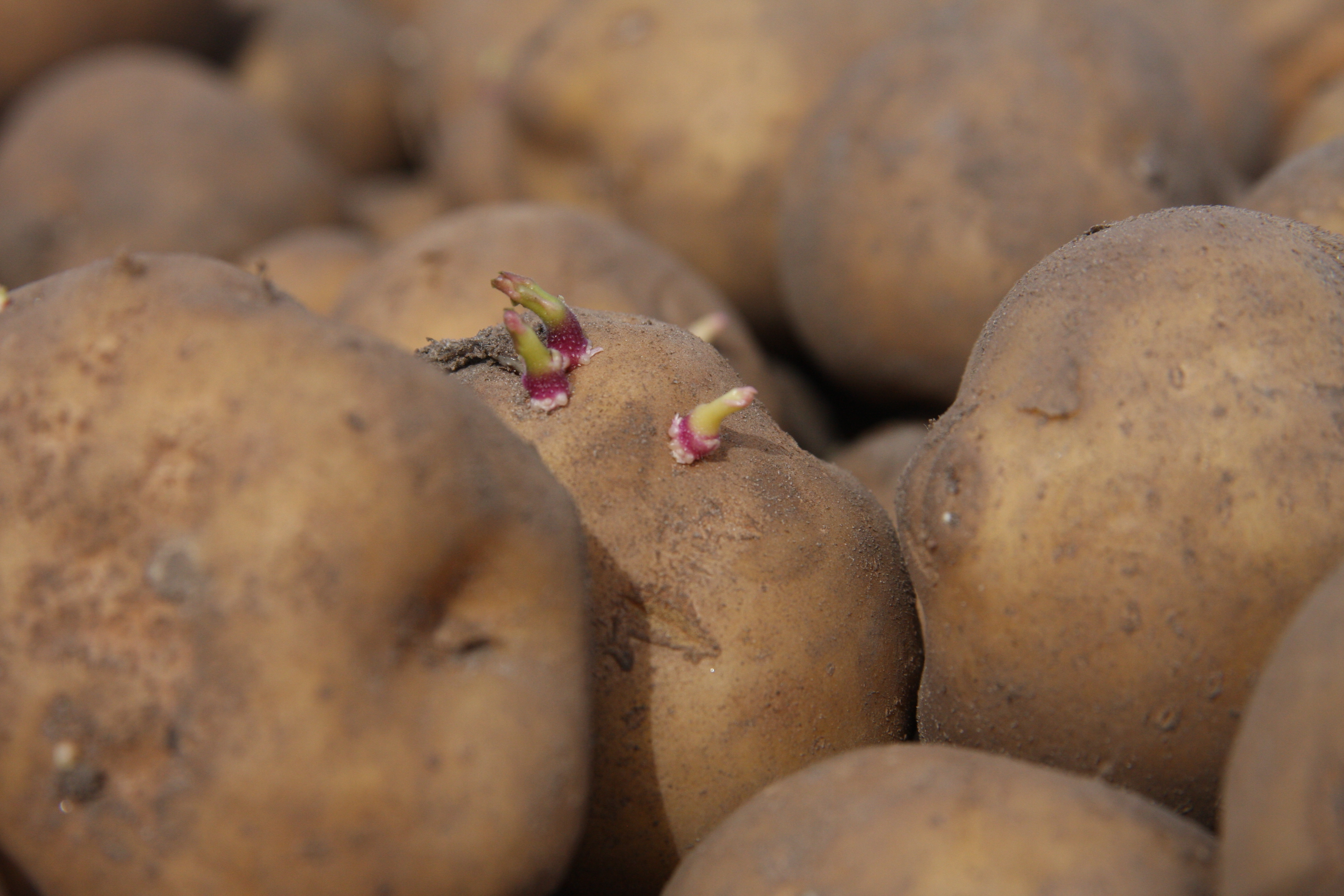
Patatas Amflora, modificadas para producir almidón de amilopectina puro

### Usada para alimentación

#### Innate
La patata genéticamente modificada Innate fue aprobada por el Departamento de Agricultura de los Estados Unidos en 2014 y la FDA de EE. UU. en 2015. El cultivar fue desarrollado por JR Simplot Company. Está diseñada para resistir las manchas negras y el pardeamiento y para contener menos aminoácido asparagina, que se convierte en acrilamida al freír las patatas. La acrilamida es un probable carcinógeno humano, por lo que es deseable reducir sus niveles en las patatas fritas La acrilamida es un carcinógeno humano probable, por lo que es deseable reducir los niveles de esta en los alimentos fritos con papas. Sin embargo, el pardeamiento no afecta a la calidad de la patata, simplemente los consumidores tienden a no querer comprar productos "dañados" o posiblemente estropeados. El nombre de "Innate" se debe a que esta variedad no contiene material genético de otras especies (los genes utilizados son "innatos" a la patata) y utiliza el ARN de interferencia para desactivar genes. Simplot espera que la no inclusión de genes de otras especies apacigüe los temores de los consumidores sobre la biotecnología.
La patata "innate" no es un cultivar único, sino un grupo de variedades de patata a las que se han aplicado las mismas alteraciones genéticas mediante el mismo proceso. Se han transformado cinco variedades diferentes de patata, creando versiones "innatas" de las variedades, con todos los rasgos originales, más los modificados. Simplot ha transformado las variedades Ranger Russet, Russet Burbank y Atlantic, así como dos variedades propias. Las modificaciones de cada variedad implicaron dos transformaciones, una para cada uno de los dos nuevos rasgos. En total, se realizaron diez transformaciones para desarrollar las distintas variedades Innate.
McDonald's es uno de los principales consumidores de patatas en Estados Unidos. La organización Food and Water Watch ha pedido a la empresa que rechace las patatas Innate recién comercializadas. McDonald's ha anunciado que ha descartado el uso de patatas Innate.

## Variedades comercializadas anteriormente

### NewLeaf
En 1995, Monsanto introdujo la variedad de patata NewLeaf, su primer cultivo modificado genéticamente. Estaba diseñada para resistir el ataque del escarabajo de la patata de Colorado gracias a la inserción de genes productores de toxina Bt procedentes de la bacteria Bacillus thuringiensis. Las patatas resistentes a los insectos sólo encontraron un pequeño mercado, y Monsanto interrumpió la venta de semillas en 2001.

### Utilizada en la industria

#### Amflora
' Amflora ' (también conocida como EH92-527-1 ) fue una variedad desarrollada por BASF Plant Science para la producción de almidón de amilopectina puro para su procesamiento en almidón de patata ceroso. Fue aprobado para aplicaciones industriales en el mercado de la Unión Europea el 2 de marzo de 2010 por la Comisión Europea, pero fue retirado del mercado de la UE en enero de 2012 debido a la falta de aceptación por parte de agricultores y consumidores.

## Variedades no comercializadas
Una patata Désirée modificada fue desarrollada en la década de 1990 por el bioquímico John Gatehouse en Cambridge Agricultural Genetics (más tarde rebautizado como Axis Genetics) y había pasado dos años de pruebas de campo en la Estación Experimental de Rothamsted. Las papas se modificaron para expresar el gen de la aglutinina (GNA) de Galanthus nivalis de la planta Galanthus (campanilla de invierno), lo que hizo que produjeran la proteína lectina GNA que es tóxica para algunos insectos. Esta variedad de patata es la que estuvo involucrada en el caso Pusztai.
Unos años antes, un equipo formado por Gatehouse y su esposa Angharad había llevado a cabo una investigación similar, con un investigador de Axis, sobre las Désirées transgénicas, con sustancias químicas antialimentarias transferidas de otras plantas. En esa época, los dos Gatehouse trabajaban en la Universidad de Durham.
En 2014, un equipo de científicos británicos publicó un artículo sobre un ensayo de campo de tres años que demostraba que otra versión modificada genéticamente del cultivar Désirée puede resistir la infección tras la exposición al tizón tardío, una de las enfermedades más graves de la patata. Desarrollaron esta patata resistente al tizón insertando un gen (Rpi-vnt1.1) en el ADN de las patatas Désirée. Este gen, que confería la resistencia al tizón, se aisló de un pariente silvestre de la patata, Solanum venturii, originario de Sudamérica.
En 2017, científicos en Bangladés desarrollaron su propia variedad de papa GM resistente al tizón.

## Otras lecturas
- Halterman, Dennis; Guenthner, Joe; Collinge, Susan; Butler, Nathaniel; Douches, David (19 de noviembre de 2015). «Biotech Potatoes in the 21st Century: 20 Years Since the First Biotech Potato». American Journal of Potato Research 93 (1): 1-20. doi:10.1007/s12230-015-9485-1.
- D. R. Rockhold, M. M. Maccree & W. R. Belknap (6 de diciembre de 2012). «20. Transgenic Potato (Solanum tuberosum L.)». Transgenic Crops II. Springer. pp. 305-324. ISBN 978-3-642-56901-2.